# Preternaturale

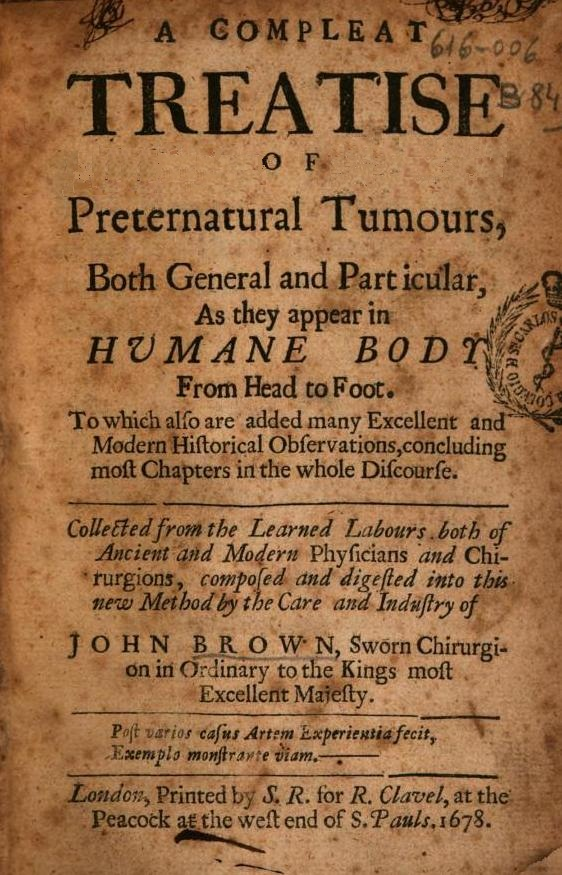
A Compleat Treatise of Preternatural Tumors (1678) di John Brown

Il preternaturale è ciò che appare al di fuori o accanto (latino præter) alla struttura del naturale, ciò che è "sospeso tra il mondano e la magia".
In teologia, il termine viene spesso usato per distinguere meraviglie o trucchi e inganni, spesso attribuiti a stregoneria, di violare le leggi della natura. Nel primo periodo moderno, il termine era usato dagli scienziati per riferirsi ad anomalie e strani fenomeni di vario genere che sembravano discostarsi dalle norme della natura. Da non confondersi con il termine sovrannaturale che si rifà all'aspetto divino di un evento e non demoniaco.

## Teologia
I teologi medievali hanno fatto una chiara distinzione tra il naturale, il preternaturale e il soprannaturale. Tommaso d'Aquino sosteneva che il soprannaturale consiste in "azioni non mediate di Dio"; il naturale è "cosa succede sempre o la maggior parte del tempo"; e il preternaturale è "ciò che accade raramente, ma comunque dall'agire degli esseri creati. [...] Le meraviglie appartengono, propriamente parlando, al regno del preternaturale." Altri teologi, seguendo Tommaso d'Aquino, sostenevano che solo Dio aveva il potere di ignorare le leggi della natura che aveva creato, ma che i demoni potevano manipolare le leggi della natura con una forma di inganno, per turlupinare gli incauti a credere di aver fatto dei veri miracoli.
Secondo la storica Lorena Daston, 
"Anche se i demoni, intelligenze astrali, e altri spiriti, potrebbero manipolare le cause naturali con destrezza superumana, e far apparire meraviglie, come semplici creature non potranno mai trascendere dal preternaturale al soprannaturale e fare veri miracoli."»
 Nel XVI secolo, il termine "preternaturale" era sempre più usato per riferirsi all'attività demoniaca paragonabile all'uso della magia da parte di adepti umani: il Diavolo, "essendo un Mago naturale   ... può compiere molti atti in modi superiori alla nostra conoscenza, sebbene non trascenda il nostro potere naturale. " Secondo la filosofia del tempo, i fenomeni preternaturali non erano contrari alla legge divina, ma usavano poteri occulti o nascosti che violavano il normale schema dei fenomeni naturali.

## Scienza
Con l'emergere della scienza moderna, il concetto di preternaturale divenne sempre più spesso usato per riferirsi a fenomeni 'strani' o anormali che sembravano violare il normale funzionamento della natura, ma che non erano associati alla magia e alla stregoneria. Questo era uno sviluppo dell'idea che i fenomeni preternaturali erano falsi miracoli. Come dice Daston: "Semplificare la sequenza storica in qualche modo: prima i fenomeni preternaturali furono demonizzati, e quindi incidentalmente naturalizzati; quindi i demoni sono stati cancellati, lasciando solo le cause naturali".  L'uso del termine era particolarmente comune in medicina, ad esempio nel Complesso dei tumori preternaturali di John Brown (1678), o nella Raccolta di casi e osservazioni preternaturali di William Smellie in Midwifery (1754).  (Vedi anche ano preternaturale)
Nel XIX secolo il termine era appropriato in antropologia per riferirsi a credenze popolari su fate, troll e altre creature simili che non erano pensate come demoniache, ma che erano percepite influenzare il mondo naturale in modi imprevedibili. Secondo Thorstein Veblen, tali agenti preternaturali erano spesso considerati come forze a metà tra esseri soprannaturali e processi materiali. "L'agenzia (azione) preternaturale non è necessariamente concepita come un agente personale in senso pieno, ma è un'agenzia che condivide gli attributi della personalità nella misura in cui influenza in qualche modo arbitrariamente il risultato di qualsiasi impresa, e specialmente di qualsiasi competizione".
Resta l'associazione linguistica tra singoli agenti e circostanze inspiegabili o sfortunate. Molte persone classificano eventi noti come processi materiali, come "gremlin nel motore", un "fantasma nella macchina" o attribuendo motivi agli oggetti : "le nuvole minacciano". L'antropomorfismo nella nostra vita quotidiana è una combinazione delle radici culturali di cui sopra, così come la manifestazione schematizzazione mentale. 

## Accademia
Nel 2011, la Penn State Press ha iniziato a pubblicare un giornale intitolato Preternature: Critical and Historical Studies on the Preternatural. A cura di Kirsten Uszkalo e Richard Raiswell, la rivista è dedicata alla pubblicazione di articoli, recensioni e brevi edizioni di testi originali che trattano di concezioni e percezioni del preternaturale in qualsiasi cultura e in qualsiasi periodo storico. La rivista copre "magia, stregoneria, spiritualismo, occultismo, profezie, mostruosità, demonologia e folklore".